# Eugène Dubois

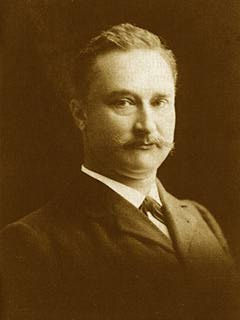
Eugène Dubois

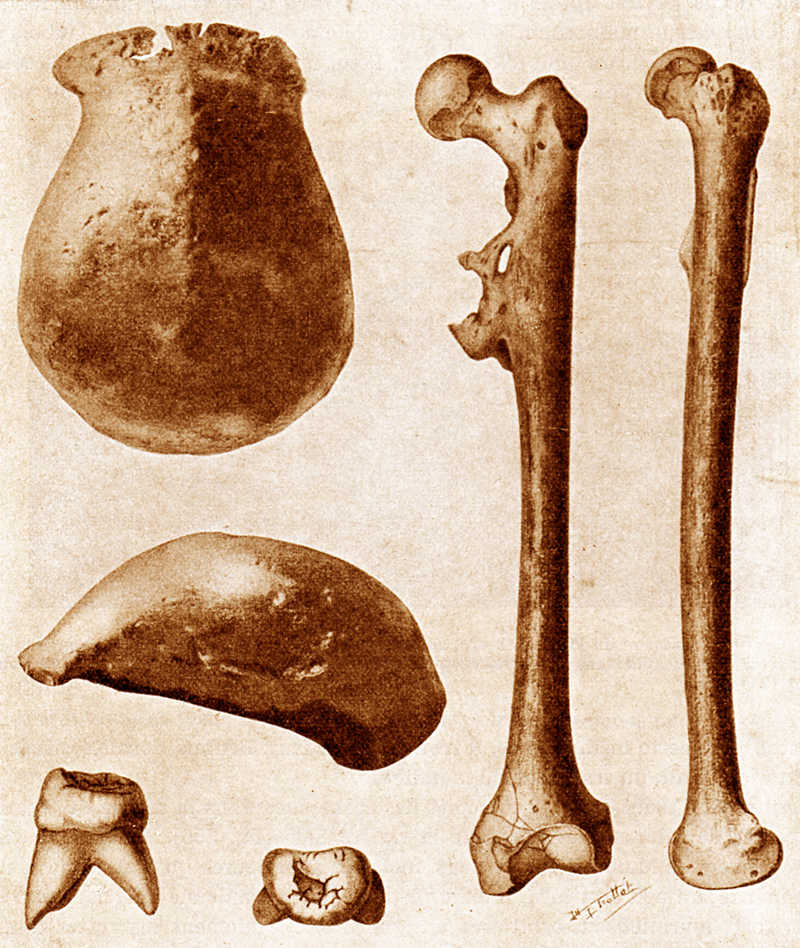
Die Funde von Java: Schädeldach, Backenzahn und Oberschenkelknochen

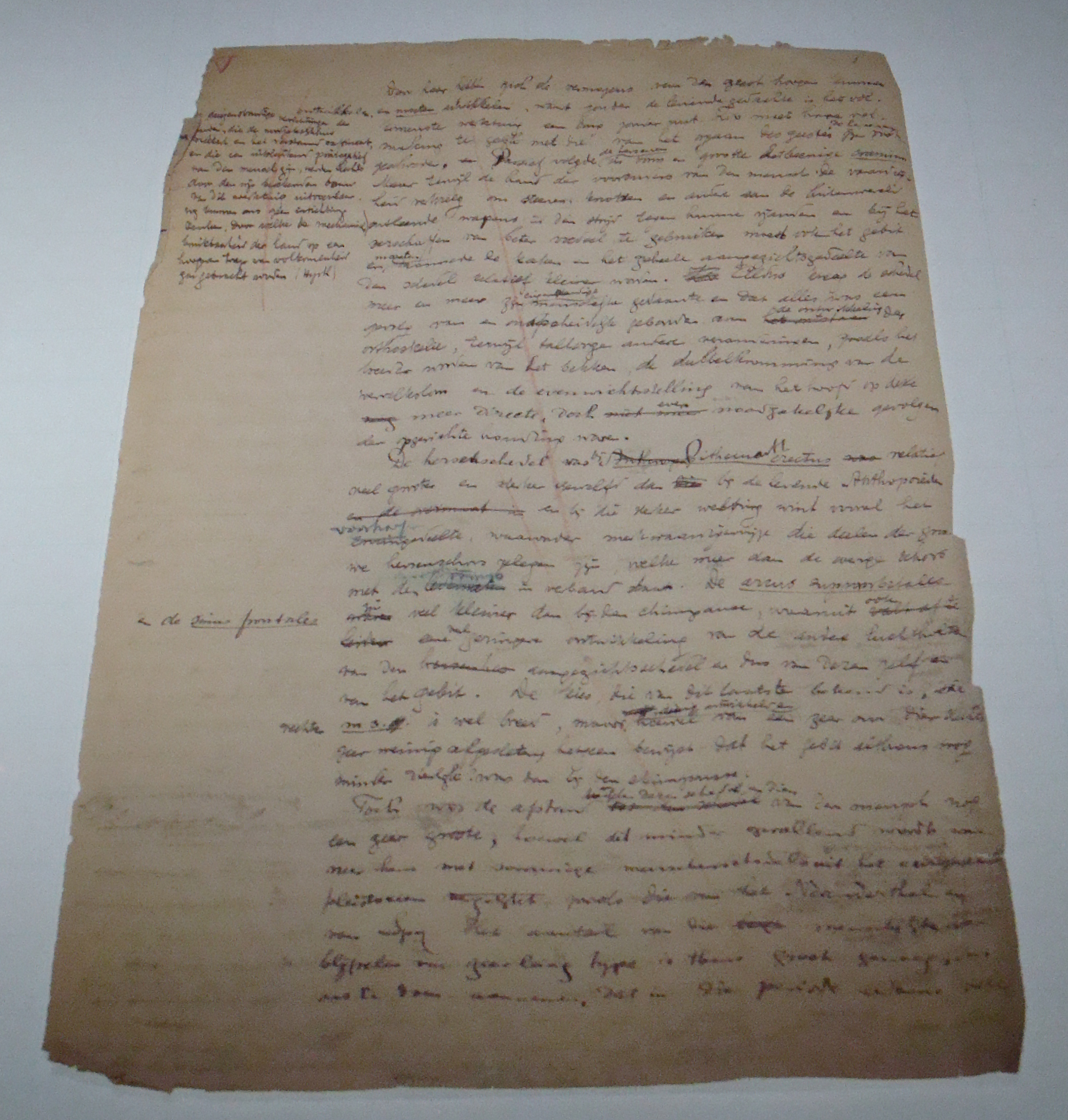
Das Manuskript von Dubois, in dem er die Bezeichnung Pithecanthropus („Affenmensch“) in die Fachliteratur einführte

Marie Eugène François Thomas Dubois (* 28. Januar 1858 in Eijsden, Niederlande; † 16. Dezember 1940 in Haelen, Niederlande) war ein niederländischer Arzt und Anatom. Dubois gilt als erster Forscher, der gezielt auf der Suche nach den Vorfahren des Menschen unterwegs war. Er wurde international bekannt als Entdecker des sogenannten Java-Menschen (1891) aus einer Uferwand in Trinil auf der indonesischen Insel Java. Es waren die ersten Fossilien von Hominini, die außerhalb Europas entdeckt wurden und nach den Neandertalern die zweiten Belege für fossile Verwandte des anatomisch modernen Menschen (Homo sapiens).

## Leben
Dubois Vater war Apotheker und Bürgermeister seiner Heimatgemeinde Eijsden. Nach seiner Schulausbildung studierte Eugène Dubois ab 1877 Medizin an der Universiteit van Amsterdam. Nach dieser Ausbildung zum Arzt und seiner 1884 vorgelegten Dissertation forschte Eugène Dubois ab 1886 als Assistent von Max Fürbringer an der Universiteit van Amsterdam auf dem Gebiet der vergleichenden Anatomie. Beeinflusst von den Schriften Ernst Haeckels, der 1868 in seinem Werk Natürliche Schöpfungsgeschichte einen hypothetischen Urmenschen („Homo primigenius oder Pithecanthropus primigenius“) im südlichen Asien vermutet hatte, kündigte Dubois 1887 in Amsterdam, nahm eine Stelle als Militärarzt der Königlich Niederländisch-Indischen Armee in Niederländisch-Indien (heute: Indonesien) an und segelte mit seiner im Jahr zuvor geheirateten Frau Anna und ihrem Baby zunächst nach Padang auf Sumatra: „Er war aufgrund seiner Literaturkenntnisse überzeugt, dass die Fossilien, die über die Evolution des Menschen Aufschluss geben, in den Tropen zu finden wären. Lebten dort nicht auch die Menschenaffen? Waren die Tropen nicht von den destruktiven Kräften der Gletscher verschont geblieben, die Europa während der Eiszeiten zermalmten? […] Die Ostindischen Inseln, damals eine niederländische Kolonie, schienen ihm einer der wenigen Plätze zu sein, wo Grabungen von Erfolg gekrönt sein könnten.“
Dubois kehrte 1895 nach Europa zurück und erhielt in den Niederlanden eine Anstellung als Kurator im Reichsmuseum für Naturgeschichte in Leiden, wo er für die Fossiliensammlungen aus Indonesien und Indien zuständig war. Von 1898 bis 1928 war er Professor für Mineralogie, Geologie und Paläontologie an der Universiteit van Amsterdam. Zudem war er von 1897 bis zu seinem Tod Kurator in Teylers Museum in Haarlem.

## Forschung in Südasien

### Suche nach dem Missing Link
Dubois’ intensive Suche nach dem Missing Link zwischen Affe und Mensch begann zwei Jahre nach seiner Ankunft auf Sumatra; zuvor war er in einem Militärkrankenhaus stationiert und konnte nur während der Freizeit nach Fossilien suchen. Er bewarb sich jedoch erfolgreich um Gelder des Ostindien-Komitees für wissenschaftliche Forschung und wurde von seiner Arbeit als Arzt freigestellt. Zudem wurden 50 Sträflinge und zwei Zivilingenieure vom Militär zu Grabungsarbeiten abkommandiert. Dubois vermutete hominine Fossilien am ehesten in Höhlen zu finden, allerdings führten ihn lokale Helfer auf Sumatra während seiner ersten Grabungssaison im Jahr 1889 immer wieder in die Irre, weil sie glaubten, er wolle Fundstellen von Gold oder Salpeter erkunden. Daher verlegte er seine Fossiliensuche auf offene Areale auf der Insel Java. In seinem Buch Die Frühzeit des Menschen beschreibt Friedemann Schrenk Dubois’ Vorgehensweise wie folgt: „Besessen von seiner Idee, begann er an einer Stelle in Java zu graben, die nach heutigen Vorstellungen als völlig aussichtslos gelten würde. Er grub in einem Gebiet, wo im Umkreis von Tausenden von Kilometern noch nie zuvor auch nur die kleinste Andeutung von Resten eines Urmenschen gefunden wurde – und er grub auf den Zentimeter genau an der richtigen Stelle.“ Dubois kannte allerdings Hinweise von Bauern, die dort Tierfossilien gefunden hatten.
Aus den Sandbänken des Solo-Flusses beim Dorf Trinil bargen seine Helfer im August 1891 einen großen Backenzahn und im Oktober ein Schädeldach mit den auffälligen Merkmalen eines möglichen evolutionären Bindeglieds: Der Schädelknochen war so dick wie bei einem Menschenaffen und besaß einen markanten Überaugenwulst, die daraus abzuleitende Größe des Gehirns war aber zu groß für einen Affen und zu klein für einen Menschen – es schien der von Ernst Haeckel vorhergesagte „Urmensch“ zu sein. Im August 1892 entdeckten Dubois’ Arbeiter schließlich, 15 Meter vom ersten Fundort entfernt, einen fossilen linken Oberschenkelknochen, dessen Merkmale Dubois auf ein Lebewesen schließen ließen, das aufrecht gehen konnte.
Den Zahn (dessen Zuordnung zu den Hominini heute als unsicher gilt) hatte Dubois zunächst einem ausgestorbenen Menschenaffen zugeordnet, genannt Anthropopithecus und seit einiger Zeit bereits bekannt aus den Siwaliks in Indien. Schädeldach und Oberschenkelknochen interpretierte Dubois Ende 1892 dann aber dahingehend, dass es sich bei allen drei Fossilien um einen „aufrecht gehenden Menschenaffen“ gehandelt habe, so die Übersetzung der wissenschaftlichen Erstbeschreibung von Anthropopithecus erectus Eug. Dubois. Im Dezember 1892 erhielt er von Max Weber, einem niederländischen Zoologen, den Schädel eines Schimpansen zugeschickt, so dass er sein Schädeldach mit dem eines Schimpansen vergleichen konnte. Daraufhin änderte Dubois umgehend die Bezeichnung seiner Funde und verwendete künftig den von Haeckel benutzten Gattungsnamen des „Urmenschen“, behielt aber das Epitheton erectus (von lateinisch erigere: „aufrichten“) bei – Pithecanthropus erectus („aufrecht gehender Affenmensch“). Heute werden die Fossilien des Java-Menschen zusammen mit denen des Peking-Menschen und zahlreichen weiteren Funden zu Homo erectus gestellt, die drei Fossilien Dubois’ (Archivnummer Trinil I bis Trinil III) bilden den Holotypus von Homo erectus.

### Rezeption
1894 veröffentlichte Dubois seine rund 50 Seiten starke Monographie mit dem Titel Pithecanthropus erectus: eine menschenähnliche Übergangsform von Java, die auch eine formelle Erstbeschreibung der Gattung Pithecanthropus und ihrer Typusart Pithecanthropus erectus enthält – und die er an zahlreiche Gelehrte in Europa verschickte. Deren Reaktionen waren vernichtend: „Dubois und seine Monographie wurden von den Kollegen offen verspottet, nur wenige [wie zum Beispiel Ernst Haeckel] teilten seine Überzeugung, dass er das Missing Link gefunden hatte. Gelehrte bezweifelten, dass die fossilen Teile zusammengehörten, bezweifelten, dass sie von einem einzigen Individuum stammten.“ Zudem hatten die Arbeiter beim Auffinden der Fossilien keine genauen Beschreibungen der Fundschichten notiert, „was bedeutete, dass [Dubois] nicht klar war, wie wichtig solche Informationen sein könnten. Dubois nahm schlicht an, es wäre verrückt zu glauben, dass die drei Fossilien nicht von einem Individuum stammten; und seine Kritiker antworteten gemeinerweise, es wäre verrückt zu glauben, dass sie es wären.“ Rudolf Virchow, der 1872 bereits den Neandertaler als pathologisch verändertes Exemplar eines anatomisch modernen Menschen verkannt hatte, interpretierte die Fossilien als mutmaßlich von einem Riesengibbon stammend und den Oberschenkelknochen als vermutlich modern.
Durch zahlreiche Vorträge in ganz Europa und Kontakte mit Fachkollegen versuchte er, seine Auffassung zu verteidigen, das Missing Link gefunden zu haben, was ihm aber nicht gelang, obwohl er zahlreiche andere zweifelsfrei alte Fossilien aus der gleichen Fundschicht als Belege anführte. Schlimmer noch, der deutsche Anatom Gustav Schwalbe hatte sich einen Gipsabguss des Schädeldachs besorgt, begann daraufhin Vorträge über Pithecanthropus zu halten und veröffentlichte 1899 zudem eine 225 Seiten starke Monographie über das Fossil, in der er zu dem Ergebnis kam, „Pithecanthropus nehme eine Mittelstellung zwischen Neandertaler und Menschenaffe ein. Nach diesem Vorfall verschwand Dubois für mehrere Jahrzehnte aus der anthropologischen Szene. Er besuchte keine Konferenzen mehr, veröffentlichte nichts zum Thema und weigerte sich viele Jahre lang, anderen Forschern die Pithecanthropus-Fossilien und die damit assoziierte Fauna zu zeigen.“ „Kam jemand an seine Haustüre, in dem er einen Kollegen witterte, so war er einfach nicht zuhause.“
In den folgenden Jahren befasste sich Dubois vor allem mit dem Zusammenhang von Gehirngröße und Körpergewicht und erkannte als einer der Ersten (wenngleich mathematisch fehlerhaft berechnet), dass beides in einem allometrischen Zusammenhang (proportional zur Körperoberfläche) steht.

## Ehrungen
1891 war er Erstbeschreiber von Dubois’ Antilope aus dem Pleistozän von Java, die 1911 in die ihm zu Ehren benannte Gattung Duboisia gestellt wurde.
1897 wurde ihm von der Universiteit van Amsterdam die Ehrendoktorwürde für Botanik und Zoologie verliehen.

## Schriften (Auswahl)
- Eugène Dubois: Paleontological Investigation on Java. In: W. Eric Meikle, Sue Taylor Parker: Naming our Ancestors. An Anthology of Hominid Taxonomy. Waveland Press, Prospect Heights (Illinois) 1994, S. 37–40, ISBN 0-88133-799-4. – Übersetzung der 1882 in niederländischer Sprache verfassten Erstbeschreibung von Anthropopithecus erectus (= Homo erectus) durch den Berkeley Scientific Translation Service.
- Eugène Dubois: Sur le rapport du poids de l'encéphale avec la grandeur du corps chez les mammifères. In: Bulletin of the Society of Anthropology. Band 8, 1897, S. 337–376, Volltext.
- Eugène Dubois: Ueber die Abhängigkeit des Hirngewichtes von der Körpergrösse bei den Säugethieren. In: Archiv für Anthropologie. Band 25, 1898, S. 1–28.
- Eugène Dubois: Ueber die Abhängigkeit des Hirngewichtes von der Körpergrösse beim Menschen. In: Archiv für Anthropologie. Band 25, 1898, S. 423–441.

## Belege
1. ↑  Ernst Haeckel: Natürliche Schöpfungsgeschichte. Gemeinverständliche wissenschaftliche Vorträge über die Entwickelungslehre im Allgemeinen und diejenige von Darwin, Goethe und Lamarck im Besonderen, über die Anwendung derselben auf den Ursprung des Menschen und andere damit zusammenhängende Grundfragen der Naturwissenschaft. Georg Reimer, Berlin 1868, Kapitel 19 (Volltext)
2. ↑  Alan Walker und Pat Shipman: Turkana-Junge. Auf der Suche nach dem ersten Menschen. Galila Verlag, Etsdorf am Kamp 2011, S. 52, ISBN 978-3-902533-77-7.
3. ↑  Professor Dubois gestorben. In: Innsbrucker Nachrichten, 20. Dezember 1940, S. 2 (online bei ANNO).
4. ↑  Eintrag Dubois, Marie Eugène François Thomas in: Bernard Wood: Wiley-Blackwell Encyclopedia of Human Evolution. Wiley-Blackwell, 2011, ISBN 978-1-4051-5510-6.
5. ↑  Friedemann Schrenk: Die Frühzeit des Menschen. Der Weg zu Homo sapiens. CH Beck, 1997, S. 81, ISBN 3-406-41059-6
6. ↑  The Discovery of Java Man in 1891 (Memento vom 4. Juni 2011 im Internet Archive) Aus: Athena Review. Band 4, Nr. 1: Homo erectus
7. ↑  Gary J. Sawyer, Viktor Deak: Der lange Weg zum Menschen. Lebensbilder aus 7 Millionen Jahren Evolution. Spektrum Akademischer Verlag, Heidelberg 2008, S. 121
8. ↑  altgriechisch ἄνθρωπος ánthropos „Mensch“ und πίθηκος píthēkos „Affe“; Anthropopithecus troglodytes war damals der wissenschaftliche Name für die Schimpansen
9. ↑  Eugène Dubois: Paleontologische onderzoekingen op Java. Verslag van het Mijnwezen, 3. Quartal 1892, S. 10–14
10. ↑  Eugène Dubois: Pithecanthropus erectus: eine menschenähnliche Übergangsform aus Java. Landes-Druckerei, Batavia, 1894, Volltext
11. ↑  Eugène Dubois: On Pithecanthropus erectus: A Transitional Form between Man and the Apes.Scientific Transactions of the Royal Dublin Society, Ser. 2, 6, 1896, S. 1–18
12. ↑  Eugène Dubois: Pithecanthropus erectus, eine Stammform des Menschen. In: Anatomischer Anzeiger, Band 12, 1896, S. 1–22.
13. ↑  Alan Walker und Pat Shipman, Turkana-Junge, S. 62
14. ↑  Auch heute vermuten manche Anatomen, der Oberschenkelknochen stamme von einem anatomisch modernen Menschen, siehe hierzu insbesondere Michael Herbert Day und Theya I. Molleson: The Trinil femora. In: M. H. Day (Hrsg.): Human Evolution. Symposia of the Society for the Study of Human Biology. Band 11, Taylor & Francis, London 1973, S. 127–154.
15. ↑  Alan Walker und Pat Shipman, Turkana-Junge, S. 67
16. ↑  G.H.R. von Koenigswald: Begegnungen mit dem Vormenschen. dtv 269, München 1965, S. 30.
17. ↑  Hirn- und Nervenforschung. In: Salzburger Chronik für Stadt und Land / Salzburger Chronik / Salzburger Chronik. Tagblatt mit der illustrierten Beilage „Die Woche im Bild“ / Die Woche im Bild. Illustrierte Unterhaltungs-Beilage der „Salzburger Chronik“ / Salzburger Chronik. Tagblatt mit der illustrierten Beilage „Oesterreichische/Österreichische Woche“ / Österreichische Woche / Salzburger Zeitung. Tagblatt mit der illustrierten Beilage „Österreichische Woche“ / Salzburger Zeitung, 30. Jänner 1934, S. 9 (online bei ANNO).

| Personendaten    | Personendaten                                  |
| ---------------- | ---------------------------------------------- |
| NAME             | Dubois, Eugène                                 |
| ALTERNATIVNAMEN  | Dubois, Marie Eugène François Thomas           |
| KURZBESCHREIBUNG | niederländischer Arzt, Anatom und Anthropologe |
| GEBURTSDATUM     | 28. Januar 1858                                |
| GEBURTSORT       | Eijsden, Niederlande                           |
| STERBEDATUM      | 16. Dezember 1940                              |
| STERBEORT        | Haelen, Niederlande                            |